# Friedrich Spitta
Friedrich Adolf Wilhelm Spitta, född den 11 januari 1852 i Wittingen, död den  7 juni 1924 i Göttingen, var en tysk protestantisk teolog, son till teologen Philipp Spitta, bror till musikologen Philipp Spitta.
Spitta blev, efter att ha innehaft ett par prästerliga befattningar, 1887 professor i nytestamentlig exegetik och praktisk teologi i Strassburg, varifrån han fördrevs 1918, varefter han 1919 blev professor i Göttingen. Spitta utgav tillsammans med Smend tidskriften "Monatsschrift für Gottesdienst und kirchliche Kunst" (1896 ff.). Han var även psalmdiktare, och hans bönepsalm för kejsaren ("Gott und herr, in deinem sohne", 1897) sjöngs allmänt inom tyska kyrkan. I den av Fredrik Fehr utgivna serien "I religiösa och kyrkliga frågor" översattes "Om den heliga nattvarden" (1891; ur Spittas Zur reform des evangelischen kultus, samma år) och "Bref rörande den evangeliska gudstjänsten" (1893).
Bland hans många exegetiska, hymnologiska och liturgiska skrifter märks Der Brief des Julius Africanus an Aristides (1877), Der Knabe Jesus (1883), Luther und der evangelische Gottesdienst (1884), Der zweite Brief des Petrus und der Brief des Judas (1885), Die Offenbarung des Johannes untersucht (1889), Christi Predigt an die Geister (1890), Predigten (2 band, 1886-91), Die Apostelgeschichte, ihre Quellen und deren geschichtlicher Wert (1891), Zur Geschichte und Litteratur des Urchristentums (2 band, 1893-96), Gottesdienst und Kunst (1895), Der Gottesdienst des Urchristentums und seine Bedeutung für die liturgische Praxis der Gegenwart (1901), Die Lieder Luthers in ihrer Bedeutung für das evangelische Kirchenlied (1905), Studien zu Luthers Liedern (1906), Die synoptische Grundschrift in ihrer Überlieferung durch das Lukas Evangelium (1912; mot det vanliga antagandet, att Markusevangeliet är det äldsta, söker Spitta här åt Lukasevangeliet hävda prioriteten), Ein Lebensbild Jesu aus den drei ersten Evangelien (samma år) och Das deutsche Kirchenlied (samma år).